# Dealer management system
Con dealer management system (DMS) si intende sistema di gestione per concessionari d'auto (dealer in gergo automotive). È appunto una categoria di sistemi software per la gestione delle attività tipiche di un concessionario d'auto. Può integrare o affiancare altri applicativi gestionale, ERP e si occupa di tutto ciò che è specifico dei marchi supportati con particolare attenzione ai flussi dati in ingresso e uscita caratteristici delle singole case mandanti (portafoglio ordini, bonus, listini, magazzino ricambi, tempario officina)

## Sommario
Un software DMS tipicamente implementa i seguenti aspetti della gestione di un concessionario
- Processo di vendita di un veicolo nuovo (dall'ordine alla casa madre fino alla fatturazione)
- Processo di valutazione, acquisizione, ricondizionamento e vendita di un veicolo usato
- Gestione anagrafiche clienti e marketing (CRM/ERP)
- Agenda interna e sistema di ricontatto clienti (follow-up)
- Gestione ordini veicoli con la casa madre
- Gestione bonus, statistiche e flussi dati con la casa madre
- Gestione magazzino ricambi e flussi di riordino materiale con la casa madre
- Contabilità (integrata con gli altri aspetti del DMS)
- Gestione listino veicoli e accessori
- Manutenzione di un veicolo (Pianificazione di officina, storico degli interventi, tempario e valutazione economica dell'intervento secondo gli standard delle case automobilistiche)